# Ambroise Paré
Ambroise Paré (1510. – 1590. december 20.) 16. századi francia sebész, a modern sebészet és a patológia, valamint a katonai egészségügy megalapítója. Pályáját borbélyként kezdte, majd katonaorvosként folytatta. Számos általa kifejlesztett eljárással segítette a betegek és sérültek gyógyulását, amivel idővel nagy ismertségre tett szert, ezért számos uralkodó udvari orvosaként is működött.

## Életpályája
Paré 1510-ben született a franciaországi Bourg-Hersentben, közel Lavalhoz. Apja borbély volt, és borbélyként az akkori idők szokása szerint a feladatai közé tartozott a nyiratkozás mellett a különböző szúrt, vágott sebek, ficamok kezelése is. Paré az apja mellett tanulta ki a borbélymesterséget, beleértve a sérülések akkori kezelését is. Később elkerült a párizsi Hôtel Dieu kórházba, ahol felcserként dolgozott.
Paré korában vallásháborúk és számtalan egyéb más ütközetek tarkították az emberek életét, ezért ebben az időben bőven volt lehetőség a harctéren megsebesülő katonák gyógyítására. Paré is katonaorvos lett, és mikor 1536-ban Torino ostrománál harcoló sebesült francia katonákat kellett volna kezelni, Paré saját eljárását alkalmazta a sebesülteken. Az akkor szokásos eljárás szerint a sebeket kiégették, hogy megakadályozzák a „mérgezés”, vagyis a fertőzés továbbterjedését, mivel azonban a táborban kevés volt az égetéshez szükséges olaj, Paré csak a főtisztek sebeit égette ki, a közkatonák sebeit egy maga által készített tojássárgájából, rózsaolajból és terpentinből kevert kenőccsel kezelte, majd bekötözte a sebeiket. Másnap meglepve tapasztalta, hogy a kiégetett sebű főtisztek sebei elfertőződtek, míg a közkatonák sokat javultak a kezelés hatására, Paré innen jött rá, hogy a sebek kiégetése értelmetlen dolog, ami csak fokozza a problémákat. Innentől kezdve mindenkit így kezelt, akinek orvosi segítségre volt szüksége. Paré eredményességének híre hamar elterjedt.
Másik felfedezése 1552-re datálódik. Ekkor Calais ostrománál az ilyenkor gyakori végtagamputációk során szintén nem égetéssel kezelte a sebesülteket, hanem az erek „alákötésével”, vagyis azok elkötésével. Ezt az eljárást Paré előtt is ismerték, de Európában Paré hatására terjedt el véglegesen. Paré amúgy is elvetette az akkor teljesen uralkodó Galénoszi orvosi elveket, számosat megkérdőjelezve azok közül.
Tanára, Jacques Dubois mellett proszektorként, vagyis boncnokként, afféle professzorsegédként dolgozott: míg a professzor Galénosz könyvét olvasta, a proszektor végezte a boncolást. Dubois is ilyen maradi módon tanított, de elismerte Paré tehetségét és biztatta, hogy tapasztalatait könyvben foglalja össze, amely 1545-ben meg is jelent Paré La méthode de traicter les plays faictes par hacquebutes (Paré: A golyó által ejtett sebek kezelési módja) címmel. Mivel Paré nem tudott latinul, könyvét francia nyelven írta, ezzel azonban még segített is ismeretei terjesztésében, a könyv nemsokára spanyol, olasz, német, holland és latin fordításban is megjelent, és a tábori orvosok, felcserek kézikönyve lett. Paré ezután hol az egyetemen dolgozott, hol a harctereken gyógyított. Számos francia uralkodó kegyeltje lett, úgy mint II. Henriké, II. Ferencé, aki királyi sebésszé nevezte ki, végül IX. Károlyé, aki állítólag úgy mentette meg a hugenotta Paré életét a Szent Bertalan éjszakáján történt leszámolások idején, hogy bezárta őt a gardróbjába. Parét 1554-ben nevezték ki a Collège Saint-Come fősebészévé.
Munkássága során számos újítást vezetett be, sokkal hatékonyabb orvosi beavatkozásokat eredményezve, ezen kívül számos protézist, működő művégtagokat, fogsort, de még műszemet is készített. Érdeklődött a fejlődési rendellenességek és a fertőző betegségek iránt is. Tapasztalatait további könyvekben adta ki, ezek a Dix livres de la chirurgie (Tíz könyv a sebészetről, Párizs, 1564), illetve Cinq livres de chirurgie (Öt könyv a sebészetről, Párizs, 1572), majd 1573-ban két szülészettel foglalkozó könyve jelent meg Deux livres de chirurgie (Két könyv a sebészetről) címmel, míg a fertőző betegségekkel a Traité de la Peste, de la petite Verolle et Rougeolle... (A pestis, a himlő és kanyaró... kézikönyve, Párizs, 1568) című könyve foglalkozik. Paré a kuruzslókkal is foglalkozott, elítélve tevékenységüket jelent meg a Discours de la mumie etc. (Tanulmány a múmiáról stb.) című könyve 1582-ben. Paré 80 évesen halt meg Párizsban, természetes halállal.